# Dennis Trott
Dennis Trott, född 20 juli 1955, är en friidrottare från Bermuda. Han deltog vid olympiska sommarspelen 1976.